# اتفاقية وارسو
إتفاقية لتوحيد بعض القواعد المتعلقة بالنقل الدولي عن طريق الجو المعروفة باسم اتفاقية وارسو هي اتفاقية دولية تنظم المسؤولية عن النقل الدولي للأشخاص والأمتعة والبضائع عن طريق الطائرات.
وقعت الاتفاقية في عام 1929 في وارسو (ومن هنا جاء الاسم) وتم تعديلها في عام 1955 في لاهاي بهولندا وعام 1971 في مدينة غواتيمالا بغواتيمالا. عقدت محاكم الولايات المتحدة على الأقل لبعض الأغراض واتفاقية وارسو هي اتفاقية مختلفة عن اتفاقية وارسو المعدلة ببروتوكول لاهاي.